# She Drives Me Crazy
Singles de Fine Young Cannibals
Ever Fallen in Love (With Someone You Shouldn't've)
(1986) Good Thing
(1989)
She Drives Me Crazy est une chanson interprétée par le groupe britannique Fine Young Cannibals, écrite et composée par deux de ses membres, Roland Gift et David Steele. Sortie en single le 26 décembre 1988, elle figure sur  l'album The Raw and the Cooked, édité l'année suivante.
Elle obtient un grand succès, se classant en tête des ventes aux États-Unis, au Canada, en Australie, en Nouvelle-Zélande et en Autriche.

## Clip
Réalisé et chorégraphié par Philippe Decouflé, il met en scène le groupe jouant la chanson et des personnages habillés de costumes surréalistes en train de danser (dans le même esprit que le clip de True Faith de New Order, également réalisé par Decouflé en 1987). Christophe Salengro joue l'un de ces personnages.
Le clip reçoit plusieurs nominations aux MTV Video Music Awards en 1989, notamment dans la catégorie Vidéo de l'année.

## Distinctions
En 1990, la chanson est récompensée par le prix Juno du single international de l'année, et elle est nommée pour le Grammy Award de l'enregistrement de l'année et le Grammy Award de la meilleure prestation vocale pop d'un duo ou groupe,.

## Classements hebdomadaires
| Classement (1989)                      | Meilleure place |
| -------------------------------------- | --------------- |
| Allemagne (GfK Entertainment)          | 2               |
| Australie (ARIA)                       | 1               |
| Autriche (Ö3 Austria Top 40)           | 1               |
| Belgique (Flandre Ultratop 50 Singles) | 2               |
| Canada (RPM 100 Singles)               | 1               |
| États-Unis (Billboard Hot 100)         | 1               |
| États-Unis (Hot Dance Club Play)       | 1               |
| France (SNEP)                          | 11              |
| Irlande (IRMA)                         | 2               |
| Italie (FIMI)                          | 17              |
| Norvège (VG-lista)                     | 6               |
| Nouvelle-Zélande (RMNZ)                | 1               |
| Pays-Bas (Nederlandse Top 40)          | 3               |
| Pays-Bas (Single Top 100)              | 5               |
| Royaume-Uni (UK Singles Chart)         | 5               |
| Suède (Sverigetopplistan)              | 4               |
| Suisse (Schweizer Hitparade)           | 3               |

- La chanson ressort en 1997 afin de promouvoir la compilation The Finest et retourne brièvement dans les charts britanniques.

| Classement (1997)              | Meilleure place |
| ------------------------------ | --------------- |
| Royaume-Uni (UK Singles Chart) | 36              |

## Certifications
| Pays                  | Certification | Unités certifiées |
| --------------------- | ------------- | ----------------- |
| Allemagne (BVMI)      | Or            | 250 000           |
| Australie (ARIA)      | Platine       | 70 000            |
| Canada (Music Canada) | Or            | 50 000            |
| États-Unis (RIAA)     | Or            | 500 000           |
| Royaume-Uni (BPI)     | Platine       | 600 000           |
| Suède (GLF)           | Or            | 25 000            |

## Reprises
She Drives Me Crazy a été reprise par The Flying Pickets, Dolly Parton, Tom Jones en duo avec Zucchero, tandis que "Weird Al" Yankovic l'a parodiée sous le titre She Drives Like Crazy.